# Veronica sajanensis
Veronica sajanensis är en grobladsväxtart som beskrevs av Karl Henrik Oppegaard Printz. Veronica sajanensis ingår i släktet veronikor, och familjen grobladsväxter. Inga underarter finns listade i Catalogue of Life.

## Bildgalleri

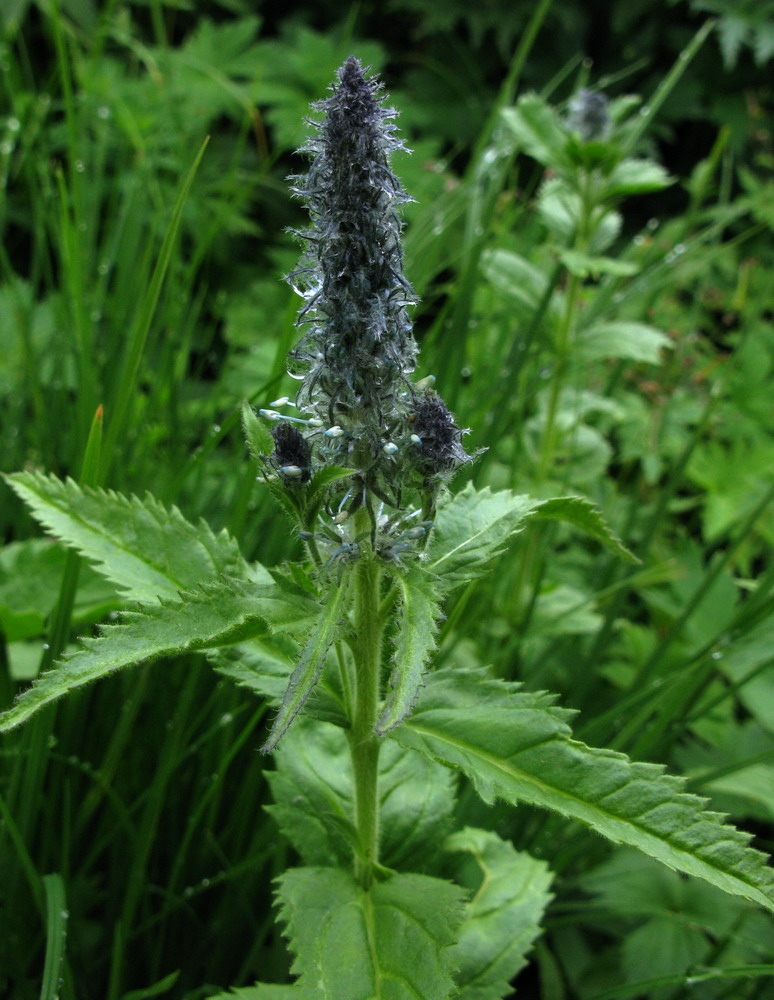
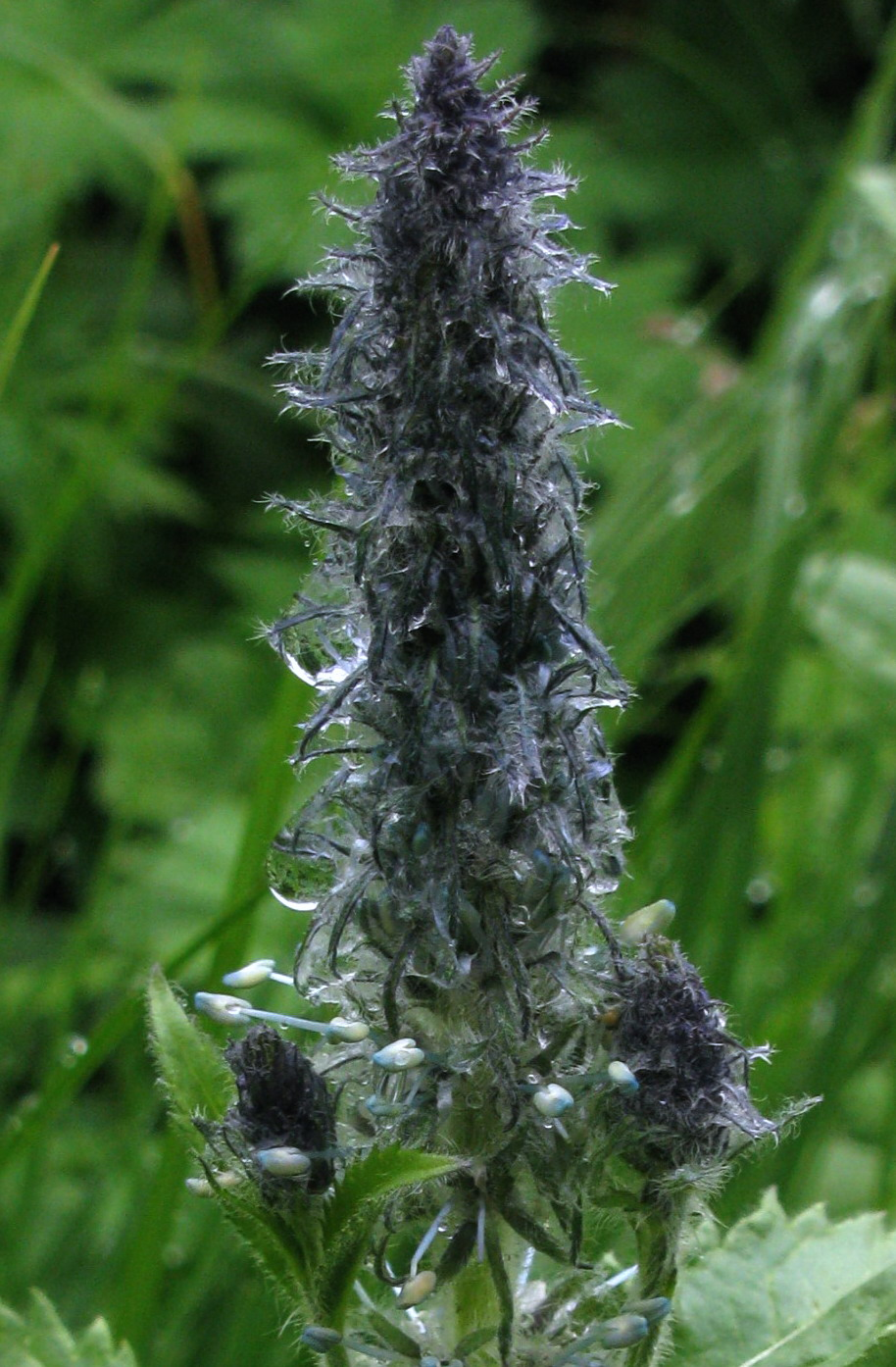